# Lirularia bicostata
Lirularia bicostata is een slakkensoort uit de familie van de Trochidae. De wetenschappelijke naam van de soort is voor het eerst geldig gepubliceerd in 1964 door James Hamilton McLean.